# Mahasen al-Khatib
Mahasen al-Khateeb, o al-Khatib, (1993 – Campo de refugiados de Jabalia, 18 de octubre de 2024) fue un artista independiente palestina, especializada en ilustración y diseño de personajes. Se hizo conocida durante la invasión Israelí en Gaza, debido a que utilizó su capacidad artística para representar el horror de la campaña militar y defender los derechos humanos de la población palestina.

## Vocación artística
En 2023 invirtió todos sus ahorros en un estudio artístico, para conseguir cierta independencia profesional. A través de ese estudio ofreció cursos gratuitos en línea para palestinos que aspiraban a progresar en la creación artística. Pudo financiarse gracias a las microdonaciones que recibía a través de GoFundMe. Sin embargo, dos semanas después, en el marco de la Operación Inundación de Al-Aqsa, también conocida como los ataques del 7 de octubre, el estudio fue destruido.
Las autoridades israelíes suprimieron prácticamente toda la conexión a Internet en Gaza, por lo que ella recurrió a menudo a redes sociales como Instagram, para difundir su producción artística. Al-Khateeb colaboró con muchas organizaciones árabes e instituciones internacionales,entre ellas la iniciativa popular Gernika-Palestina.
Su última obra, titulada Tell me what you’re feeling when you see anybody burning (Dime qué sientes cuando ves a alguien arder), la diseñó en memoria de Shaban al-Dalu, un joven de 19 años que murió quemado en el bombardeo israelí del Hospital al-Aqsa.Murió poco después, al ser alcanzada por un bombardeo israelí mientras se encontraba en el campo de refugiados de Jabalia, junto a su familia.

## Reconocimiento
- El Festival de Cómics y Juegos de Lucca le concedió una mención especial póstuma.[2]
- En el País Vasco, varios sindicatos, entre ellos ELA, LAB, UGT y CCOO, convocaron concentraciones en Pamplona, San Sebastián, Bilbao y Vitoria para denunciar su muerte, rendirle homenaje y exigir el fin del genocidio palestino.[3]